# Rudi Tröger
Rudi Tröger   (Marktleuthen, 12 d'octubre de 1929) és un pintor i professor universitari alemany. De 1967 a 1992 va ser professor de pintura d'art a l'Acadèmia de Belles Arts de Munic.
En els seus primers anys, Tröger va rebre des de 1946 classes privades de pintura i dibuix del pintor alemany Wilhelm Beindorf al seu poble natal Marktleuthen. A causa d'aquests primers anys d'estudiant, va tenir el privilegi d'una primera i bàsica formació artística. Tröger: "Per a mi aquesta vegada va ser un regal, va ser inspirador i important".
L'any 1949 Tröger es va traslladar a Munic i va estudiar fins a 1957 a l'Acadèmia de Belles Arts de Munic. Els seus professors van ser Hans Gött i Erich Glette. Des d'aquests anys també és actiu com a artista independent. El 1967 va ser nomenat professor a l'Acadèmia de Belles Arts de Múnic. Va ensenyar durant 25 anys fins al 1992. Els seus alumnes van ser, entre d'altres, Peter Casagrande, Wolfgang Eberlein, Cornelia Eichacker, Paul Havermann, Martin Gensbaur, Christoph Kern, Gerhard Merz, German Stegmaier, Horst Thürheimer i Richard Vogl. L'any 1977 Tröger va ser elegit membre habitual de la Bayerische Akademie der Schönen Künste de Munic.
Relativament tardà va presentar les seves pròpies obres d'art al públic: l'any 1977 va tenir lloc la primera exposició de les seves pintures i dibuixos dels anys 1963-1976. Hermann Kern, posteriorment director de la Haus der Kunst de Munic, va organitzar l'espectacle al Kunstraum München. Des de la dècada del 1980, Tröger està representat per la Galeria Fred Jahn de Munic. A les dècades de 1990 i 2000 van seguir nombroses exposicions nacionals i internacionals, com ara Munic, Berlín, Zuric, Sant Petersburg i Nova York. Des del 2006, deu de les grans pintures de jardins de l'artista adornen l'Hubertussaal del Palau de Nymphenburg a Munic.
Tröger viu i treballa des dels anys 70 a la zona de Dachau, al nord-oest de Munic.

## Art, obra i estil
"El paisatge, el retrat i la natura morta són els temes en què Rudi Tröger treballa des de principis dels anys 60. Temes clàssics que encara determinen la seva obra avui", resumeix l'historiador de l'art Michael Semff l'obra de Tröger. A més, l'artista també és conegut pels seus estudis de banyistes. Les transicions entre els gèneres individuals són fluides. Els bodegons de les seves obres es representen en part davant dels paisatges, les pintures de jardins mostren una transició oberta a paisatges amplis. El seu estil de pintura es descriu com a representatiu i expressiu, tant realista com abstracte. En aquest sentit, és difícil assignar Tröger a un moviment artístic concret. L'historiadora de l'art Bärbel Schäfer descriu Tröger com un creuador de fronteres entre els mons: el seu art evoca poesia i malenconia, representa la bellesa i les il·lusions trencades, expressa l'harmonia, la solitud i la pèrdua de l'home, la seva exposició al món.
Temes pictòrics com ara natures mortes, paisatges i figures de bany del pintor francès Paul Cézanne van influir en la seva obra artística, igual que les obres d’Adolf Hölzel i Oskar Coester. Tot i que Tröger va percebre l'informalisme que es va desenvolupar als anys 50, va continuar el seu propi camí com a artista. Entre 1965 i 1968, Tröger també va produir un notable treball de gravat juntament amb les seves pintures.
Tröger afavoreix l'obra retirada com a artista i un examen intensiu del procés de pintura, però defuig la gran etapa del món de l'art. Així, per a ell, el procés de creació és fonamentalment més important que el resultat. El seu procés creatiu es caracteritza per revisions i interrupcions repetides. A Tröger no només li interessa la figuració en si mateixa, sinó la metamorfosi de l'experiència visual en una idea pictòrica.

## Honors
- 1977: Membre de la Bayerische Akademie der Schönen Künste[3]
- 1993: Kunstpreis der Landeshauptstadt München[3]
- 1993: Friedrich-Baur-Preis d'art visual[3]
- 2013: Kulturpreis Bayern per a la pintura[10]

Nombroses de les obres de l'artista estan en poder d'institucions públiques com la Pinakothek der Moderne, la Staatliche Graphische Sammlung de Munic (Bayerische Staatsgemäldesammlungen) i la Städtische Galerie im Lenbachhaus de Munic. El Museu Britànic de Londres, Regne Unit, el Museu d'Art de Saint Louis de Saint Louis, EUA i el Museu d'Art Modern de Nova York, EUA també posseeixen litografies i aiguaforts de l'artista.
A més, les obres de Tröger estan representades en col·leccions privades reconegudes, com l'antiga col·lecció d'art de l'empresari germanoamericà Walter Bareiss, la col·lecció d'art de Christian Graf Dürckheim i la col·lecció de SAR Herzog Franz von Bayern, que descriu l'obra de Tröger. obres com una de les obres d'art més importants de la seva col·lecció.

## Exposicions
- 1977: Bilder und Zeichnungel 1963 bis 1976. Kunstraum, Munich
- 1983/1984: Bilder und Zeichnungel 1982 bis 1983. Galerie Tanit, Munich
- 1985: Druckgraphik 1965 bis 1968. Galerie Fred Jahn, Munich
- 1987: Zeichnungel 1957 bis 1985. Städtisches Museum Leverkusen, Schloss Morsbroich
- 1987: Druckgraphik. Städtische Galerie im Cordonhaus, Cham
- 1988: Bilder 1959 bis 1987. Villa Stuck, Munich
- 1989: Rudi Tröger. Bayerische Akademie der Schönen Künste, Munich
- 1990: Wasserfarbel 1963 bis 1967. Galerie Jahn und Fusban, Munich
- 1993: Badebilder. Galerie Fred Jahn, Munich
- 1993: Figuren und Stilleben in der Landschaft. Bilder, Zeichnungen und Grafiken. Galerie Zell am See, Schloss Rosenberg, Austria
- 1994: Bildnisse. Bayerische Akademie der Schönen Künste, Munich
- 1994: Bilder 1963 bis 1993. Galerie im Rathaus, Kulturreferat der Landeshauptstadt, Munich
- 1994: Landschaftsbilder. Galerie Fred Jahn, Munich
- 1994: Druckgraphik 1964 bis 1968. Neue Galerie, Dachau
- 1994: Gemälde. Tiroler Kunstpavillon, Innsbruck, Austria
- 1994: Zeichnungen. Galerie im Stadtturm, Innsbruck, Austria
- 1995: Rudi Tröger und Katharina von Werz. Saint Petersburg Stieglitz State Academy of Art and Design, Sankt Petersburg, Russia
- 1996: A Personal History in Portraits 1963 bis 1993. Nolan / Eckman Gallery, New York, USA
- 1997: Bildnisse und Figurel 1963 bis 1993. Galerie Fred Jahn, Munich
- 1999: Arbeiten auf Papier. Staatliche Graphische Sammlung, Munich
- 1999: Arbeiten auf Papier. Galerie Zell am See, Schloss Rosenberg, Zell am See, Austria
- 1999: Wasserfarbel 1995 bis 1997. Galerie Fred Jahn, Munich
- 2000: Radierungen und Lithographien. Galerie Fred Jahn Studio, Munich
- 2002: Stillebel 1963 bis 2002. Galerie Fred Jahn, Munich
- 2004: Pastelle. Galerie Fred Jahn, Munich
- 2006: Gartenbilder. Kunstmuseum Dieselkraftwerk, Cottbus
- 2006: Gartenbilder. Bayerische Akademie der Schönen Künste, Munich
- 2006: Bilder und Gouachen. Völcker & Freunde, Berlin
- 2007: Bilder und Arbeiten auf Papier. Galerie Josephski – Neukum, Issing am Ammersee
- 2008/2009: Zeichnen und Malen.Galerie Rolf Ohse, Bremen
- 2009: Heinz Butz und Rudi Tröger. Galerie Lelong, Zürich, Switzerland
- 2010: Bilder und Arbeiten auf Papier 1958 bis 2008. Schönewald Fine Arts, Düsseldorf
- 2010: Rudi Tröger. Galerie Maier, Innsbruck, Austria
- 2010/2011: Maler der Akademie. Bayerische Akademie der Schönen Künste, Munich
- 2012: Bildnisse 1960 bis 2000. Galerie Fred Jahn, Munich
- 2013: Werke 1960 bis 2012. Schloss Dachau, Dachau
- 2014: Blumenbilder. Galerie Fred Jahn, Munich
- 2016: Bilder 1960 bis 2016. Karl & Faber, Munich und Galerie Fred Jahn, Munich
- 2018: Rudi Tröger. Galerie Michael Haas, Berlin[6][7]
- 2019: Rudi Tröger. Malerei 1956–2018. Galerie Jahn und Jahn, München
- 2021: Julius Heinemann, Rudi Tröger. Silent Encounter. Galerie Jahn und Jahn, München
- 2023: Rudi Tröger. Ausblicke und Innenschau. Kunsthaus Kaufbeuren[15][16]